# Radanja vas
Radanja vas este o localitate din comuna Ivančna Gorica, Slovenia, cu o populație de 60 de locuitori.